# Bering Liisberg
Henrik Carl Bering Liisberg (11. april 1854 i Aarhus – 25. april 1929 i København) var en dansk historisk forfatter og museumsinspektør.
Bering Liisberg blev født i Aarhus. Efter i flere år at have faret til søs blev han 1881 student, samme år cand. phil., kastede sig over kultur- og kunsthistoriske studier og ansattes 1883 som assistent ved Rosenborg-samlingen; 1906 inspektør og slotsforvalter for Rosenborg Slot. Han var formand for Kunstnerforeningen af 18. november og Ridder af Dannebrog.
Foruden en mængde afhandlinger i blade og tidsskrifter har Liisberg udgivet adskillige populær-historiske skrifter, af hvilke kan nævnes: Christian IV (1891, sammen med Alfred Larsen), Napoleon (1894), Den store Revolution (1897), Fra gamle Dage (1899), København i gamle Dage og Livet i København (1901), Agent Holck, de Fattiges Tolk (1907), Kvinder i dansk Historie (1916).
Som resultaler af hans arkivstudier skal nævnes Kunstkammeret, dets Stiftelse og ældste Historie (1897), Urmagerlavets Historie (1909), Stubbekjøbing gennem Tiderne (1912) og Rosenborg og Lysthusene i Kongens Have (1914).
Som skønlitterær forfatter er Liisberg optrådt bl.a. med Søfolk (1891), Generalkaptajnen (1896), Havmanden (1900), Trange Tider (1901), Domina Helena. Sagn og Historie fra Tisvilde (1919) samt skuespillet Domklokkerne (opført på Aarhus Teater 1905).
Han har endvidere oversat bøger af Charles Dickens, Mark Twain m.fl. og redigeret Danmarks Søfart og Søhandel fra de ældste Tider til vore Dage (2 bind. 1919).
Han var gift 1. gang med Susanne f. Krävenbühl (død 1903) 2. gang med Margret f. Winkel Horn, f. 11. september 1871 i København.